# Corotoca melantho
Corotoca melantho (лат.) — вид термитофильных коротконадкрылых жуков из подсемейства Aleocharinae. Южная Америка.

## Описание
Мелкие коротконадкрылые жуки (около 3 мм). Лапки 4-члениковые. Нижнечелюстные щупики состоят из 4 сегментов. Нижнегубные щупики 3-члениковые. Обнаружены в термитниках Constrictotermes cyphergaster (Silvestri, 1901) (Termitidae, Nasutitermitinae, род Constrictotermes). Для большего сходства с термитами имеют физогастрически увеличенное брюшко, загнутое вверх и вперёд. Жизненный цикл короткий, пищу получают выпрашивая её у рабочих особей термитов путём трофаллаксиса.
Первый вид жуков, у которого было обнаружено яйцеживорождение (у самок в яйцеводах в оболочках яиц находятся уже созревшие личинки); появившиеся личинки очень быстро приступают к окукливанию.
С. melantho является наиболее частым облигатным сожителем, присутствующим в 80-83 % термитников, построенных Constrictotermes cyphergaster, если эти гнёзда больше чем 2,2 литра. Популяции Corotoca melantho могут достигать пропорции один жук на 500 рабочих термитов в данном гнезде C. cyphergaster.
В результате изучения морфо-анатомических репродуктивных признаков этого термитофила установлено, что градиент стадий роста зародышей и личинок в яйцеводе объясняет физогастрию у самок, указывая при этом на итеропарность. Асинхронное развитие ооцитов у самок в сочетании с полной развивающейся последовательностью сперматозоидов, свидетельствующей о непрерывном сперматогенезе у самцов, предполагает частые спаривания. Сходство гость-хозяин, физогастрия и отсутствие полёта должны придавать беременным самкам уязвимость, вынуждая C. melantho искать близкое и защищенное место. Это может способствовать частым контактам между самцами и самками, которых требует итеропарность. Возможно поэтому физогастрия у C. melantho связана не только с самими термитами, но и с физической структурой термитника. Таким образом, можно предположить, что C. melantho является термитариофилом в дополнение к тому, что он является термитофилом.

## Систематика
Вид был впервые описан в 1853 году датским энтомологом Йёргеном Маттиасом Христианом Скьётте (1815—1884) вместе с описанием рода Corotoca Schiødte, 1853 и ещё одного вида Corotoca phylo Schiødte, 1853.
Они образуют филогенетические связи в виде кладограммы: (Corotoca hitchensi + (C. melantho + C. pseudomelantho) + ((C. fontesi + (C. phylo + C. araujoi)). 